# Плаксин, Вадим Васильевич
Вадим Васильевич Плаксин (1832—1908) — русский военный и общественный деятель. Генерал от инфантерии (1901).

## Биография
В службу вступил в 1851 году. В 1853 году после окончания Первого кадетского корпуса, произведён  в подпоручики. В 1855 году произведён в поручики, в 1860 году  переименован в подпоручики гвардии, в этом же году произведён в поручики гвардии.  В 1864 году  произведён в штабс-капитаны гвардии.  В 1865 году в произведён в капитаны гвардии с назначением ротным командиром 2-го Константиновского военного училища.  В 1867 году произведён в полковники с назначением батальонным командиром 2-го Константиновского военного училища.
С 1872 года командир 127-го Путивльского пехотного полка. В 1877 году произведён в генерал-майоры. С 1878 года командир 1-й бригады 2-й гренадёрской дивизии. Участник Русско-турецкой войны. С 1882 года командир 1-й бригады 14-й пехотной дивизии. В 1887 году произведён в генерал-лейтенанты с назначением начальником 11-й пехотной дивизии. С 1890 года начальник  32-й пехотной дивизии. С 1895 года состоял в распоряжении командующего войсками Киевского военного округа.
В 1901 году произведён в генералы от инфантерии с назначением  членом Александровского комитета о раненых.
Умер 29 сентября 1908 года в Санкт-Петербурге.

## Награды
Награды
- Орден Святого Станислава 3-й степени (1863)
- Орден Святого Станислава 2-й степени (1866; Императорская корона — 1868)
- Орден Святой Анны 2-й степени  (1870)
- Орден Святого Владимира 4-й степени (1872)
- Орден Святого Владимира 3-й степени (1874)
- Орден Святого Станислава 1-й степени (1880)
- Орден Святой Анны 1-й степени  (1884)
- Орден Святого Владимира 2-й степени  (1890)
- Орден Белого орла (1898)
- Орден Святого Александра Невского (1904)